# سجلات كأس القارات
هذه القائمة تخص ارقام بطولة كأس القارات.

|  |

## مراكز المنتخبات
الأكثر تتويجا4,  البرازيل (1997, 2005, 2009, 2013)
الأكثر حصولا على أفضل مركزين (Top 2)5,  البرازيل (1997, 1999, 2005, 2009, 2013)
الأكثر حصولا على أفضل 3 مراكز (Top 3)5,  البرازيل (1997, 1999, 2005, 2009, 2013)
الأكثر حصولا على أفضل 4 مراكز (Top 4)6,  البرازيل (1997, 1999, 2001, 2005, 2009, 2013)
الآكثر ظهورا7,  البرازيل (1997, 1999, 2001, 2003, 2005, 2009, 2013)
الآكثر حصولا على المركز الثاني2,  الأرجنتين (1992, 2005)
الآكثر حصولا على المركز الثالث2,  الولايات المتحدة (1992, 1999)
الآكثر حصولا على المركز الرابعالعديد من المنتخبات، انظر كأس القارات
الآكثر حصولا على المركز الثالث والرابع2,  المكسيك (1995, 2005)
الآكثر حصولا على المراكز ما بين الخامس والثامن3,  نيوزيلندا (1999, 2003, 2009)
أكبر فوز10,  إسبانيا (10) vs  تاهيتي (0), كأس القارات 2013

## الأكثر تسجيلا
| الترتيب | اللاعب                                                                              | الأهداف |
| ------- | ----------------------------------------------------------------------------------- | ------- |
| 1       | كواوتيموك بلانكو رونالدينهو                                                         | 9       |
| 2       | فرناندو توريس                                                                       | 8       |
| 3       | روماريو أدريانو                                                                     | 7       |
| 5       | مرزوق العتيبي دافيد فيا                                                             | 6       |
| 6       | لويس فابيانو فريد أليكس دي سوزا روبير بيريز جون ألويسي فلاديمير سميتشر              | 5       |
| 10      | رونالدو تييري هنري غابرييل باتيستوتا لوتشيانو فيغويروا شونسوكي ناكامورا مايكل بالاك | 4       |

## الأكثر مشاركة
| الترتيب | اللاعب                             | المشاركات |
| ------- | ---------------------------------- | --------- |
| 1       | ديدا                               | 22        |
| 2       | لوسيو                              | 17        |
| 3       | بافل باردو                         | 16        |
| 4       | كلاوديو سواريز                     | 14        |
| 5       | رونالدينهو                         | 13        |
| 6       | إيمرسون توني فيدمار                | 11        |
| 8       | مرزوق العتيبي سلفادور كارمونا كاكا | 10        |

## المدربون الفائزون بالبطولة
| السنة | المدرب               | البطل     |
| ----- | -------------------- | --------- |
| 1992  | ألفيو باسيلي         | الأرجنتين |
| 1995  | ريتشارد مولر نيلسون  | الدنمارك  |
| 1997  | ماريو زاغالو         | البرازيل  |
| 1999  | مانويل لابونيتي      | المكسيك   |
| 2001  | روجيه لومير          | فرنسا     |
| 2003  | جاك سانتيني          | فرنسا     |
| 2005  | كارلوس ألبرتو بيريرا | البرازيل  |
| 2009  | دونغا                | البرازيل  |
| 2013  | لويس فيليب سكولاري   | البرازيل  |

## الحضور الجماهيري
| المستضيف والسنة | الحضور الكلي | # المباريات | معدل حضور الجماهير |
| --------------- | ------------ | ----------- | ------------------ |
| 1992            | 196,500      | 4           | 49,125             |
| 1995            | 165,000      | 8           | 20,625             |
| 1997            | 333,500      | 16          | 20,844             |
| 1999            | 970,000      | 16          | 60,625             |
| 2001            | 557,191      | 16          | 34,824             |
| 2003            | 491,700      | 16          | 30,731             |
| 2005            | 603,106      | 16          | 37,694             |
| 2013            | 804,659      | 16          | 50,291             |

- الخلفية الخضراء تمثل الحضور الجماهيري الآكثر في تاريخ البطولة.